# 新景乡 (通渭县)
新景乡，是中华人民共和国甘肃省定西市通渭县下辖的一个乡镇级行政单位。

## 行政区划
新景乡下辖以下地区：
大寨村、路岔村、旧庄村、半岔村、王湾村、油府村、张山村、张河村、姚河村、料滩村、马湾村、白杨村和小沟村。